# Sangu (armatura)

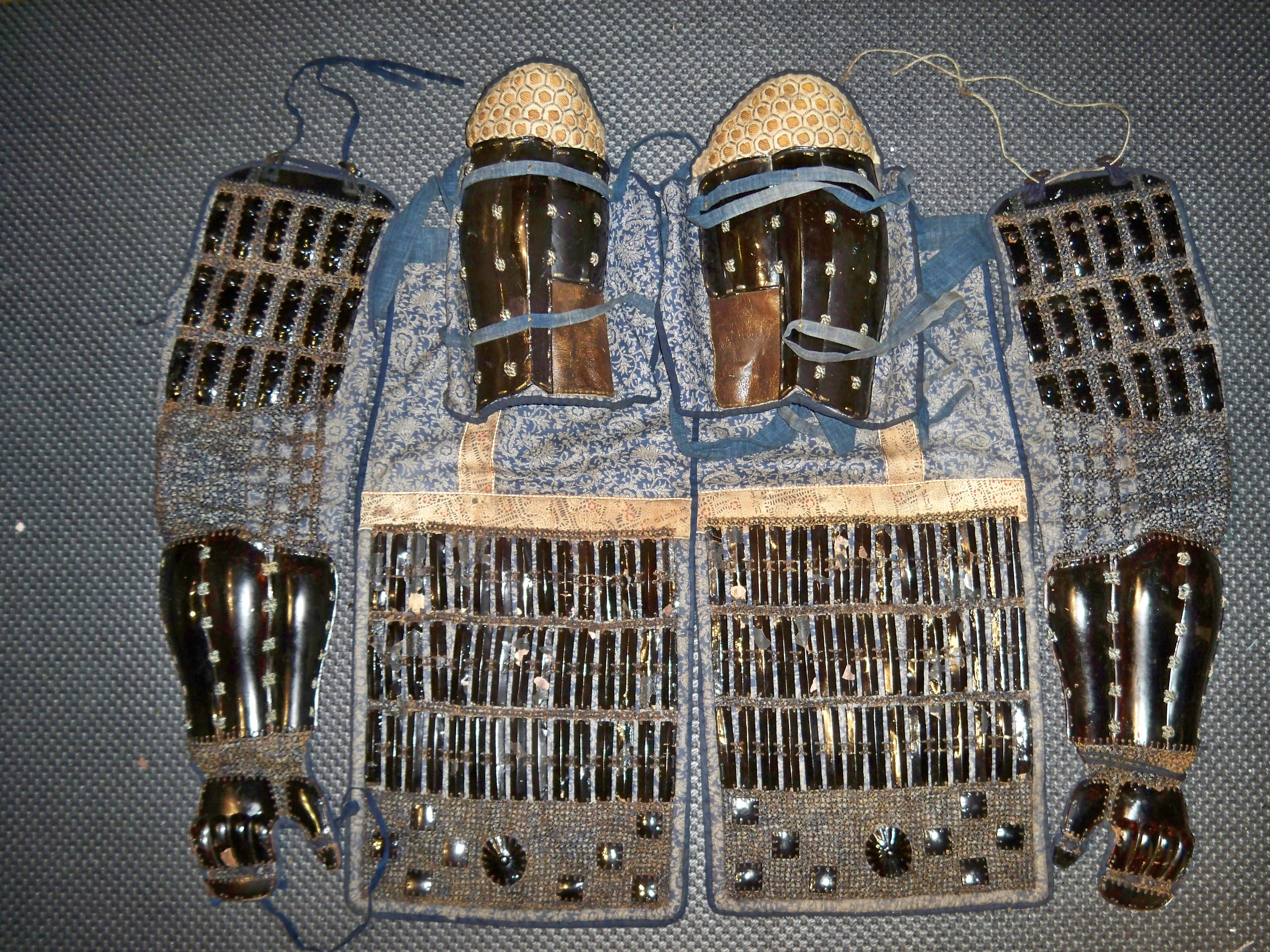
Antica sangu giapponese: kote per la protezione dell'arto superiore, suneate per la protezione del polpaccio e haidate per la protezione della gamba.

Sangu è il vocabolo con il quale, nella lingua giapponese si indica l'insieme delle parti dell'armatura tradizionale destinate alla protezione degli arti:
- kote per la protezione dell'arto superiore;
- suneate per la protezione del polpaccio; e
- haidate per la protezione della gamba.